# Dívida Pública Federal
A Dívida Pública Federal (DPF) do Brasil corresponde à consolidação da Dívida Pública Mobiliária Federal interna (DPMFi) com a Dívida externa do Brasil (Dívida Pública Federal externa - DPFe), sendo esta última composta pela Dívida Mobiliária e Contratual. A maior parte da DPF está em poder do público, mas existe uma parcela da DPMFi em poder do Banco Central.
Em junho de 2015, segundo o Relatório Mensal da Dívida Pública Federal, divulgado pelo Tesouro Nacional,o estoque da Dívida Pública Federal era de R$ 2.583,69 bilhões (ou R$2,6 trilhões). O estoque da DPMFi era de R$ 2.462,42 bilhões. O estoque da Dívida externa do Brasil (DPFe) era de R$ 121,28 bilhões (US$ 39,09 bilhões), sendo R$ 111,05 bilhões (US$ 35,79 bilhões) referentes à dívida mobiliária (DPMFe) e R$ 10,23 bilhões (US$ 3,30 bilhões), à dívida contratual. 